# West Dorset
West Dorset este un district ne-metropolitan din Regatul Unit, situat în comitatul Dorset din regiunea South West, Anglia.

## Date demografice
În recensământul din 2001, vestul Dorsetului a înregistrat o populație de 92.350, estimată la 94.000 în 2004. Structura populației reflectă natura rurală a districtului. 52% din populație sunt femei. Zona este o zonă de pensionare populară, care exportă, de asemenea, tineri datorită opțiunii reduse a opțiunilor de carieră. Acest lucru se reflectă în structura de vârstă, cu 12,3% din populație de peste 75 de ani, comparativ cu 7,5% în Anglia; 51,7% sunt între 15 și 59 de ani, față de 59,1% în Anglia. 34,4% din locuințe sunt gospodăriile pensionarilor, comparativ cu 23,8% în Anglia.

## Orașe în cadrul districtului
- Beaminster
- Bridport
- Corscombe
- Dorchester
- Lyme Regis
- Sherborne

1. ↑   http://statistics.data.gov.uk/doc/statistical-geography/E07000052 Lipsește sau este vid: |title= (ajutor)
2. ↑   https://ons.maps.arcgis.com/home/item.html?id=a79de233ad254a6d9f76298e666abb2b Lipsește sau este vid: |title= (ajutor)